# Буане-Ла-Тюд
Буане-Ла-Тюд (фр. Boisné-La Tude) — муніципалітет у Франції, у регіоні Нова Аквітанія, департамент Шаранта. Буане-Ла-Тюд утворено 1 січня 2016 року шляхом злиття муніципалітетів Шарман, Шавена i Жуяге. Адміністративним центром муніципалітету є Шарман. Населення — 661 особа (01.01.2021).